# Agronomo paesaggista
L’agronomo paesaggista è un titolo di specializzazione dei dottori agronomi e forestali, iscritti nell'ordine professionale, i quali hanno frequentato le scuole di  specializzazione. È un professionista con competenze tecniche nell'ambito delle scienze agrarie, forestali e ambientali, dell'architettura del paesaggio, dell'ingegneria naturalistica e della pianificazione territoriale.
La qualifica professionale di agronomo paesaggista  è inserita nel Sistema di codifica delle Professioni del Ministero del Lavoro con il codice: 322101 Agronomo paesaggista.
L'insegnamento nelle facoltà di agrarie delle materie paesaggistiche, risale al 1968, quando a Bologna venne attivata dal Prof. Alessandro Chiusoli, la materia Floricoltura e  giardinaggio. In seguito, negli anni '80 venne attivata presso le università di Bologna, Ancona e Bari, la materia Paesaggistica, parchi e giardini.  Negli anni ‘90 la Facoltà di Agraria di Milano avviò un corso di perfezionamento post laurea in “Progettazione del verde negli spazi urbani”.
Presso la Facoltà di Agraria dell'Università di Torino, venne istituita  la Scuola di Specializzazione in “Parchi e Giardini” riconosciuta dall'AIAPP (Associazione Italiana di Architettura del Paesaggio) e dall'IFLA (International Federation for Landscape Architects).
Alla fine del corso di Specializzazione in Parchi e Giardini veniva  rilasciata la qualifica di Agronomo Paesaggista o Forestale Paesaggista.
Tutte le materie paesaggistiche rientrano comunque nelle competenze dei dottori agronomi iscritti all'ordine, tuttavia, con la riforma universitaria, avviata con il  decreto ministeriale n. 509 del 3 novembre 1999, vennero istituiti nelle Facoltà di Agraria, corsi di laurea triennale con specializzazione nell'ambito delle discipline paesaggistiche, la cui lista è qui riportata:
- Corso di Laurea in Produzione e protezione delle piante curriculum ‘Sistemi del verde’. Università di Milano.
- Corso di Laurea in Produzioni vegetali curriculum ‘Impianti a verde’. Università di Napoli Federico II.
- Corso di Laurea in Produzioni vegetali indirizzo ‘Realizzazione e gestione delle aree verdi’. Università di Torino.
- Corso di Laurea in Gestione del verde urbano e del paesaggio. Università di Pisa.
- Corso di Laurea in Paesaggio, parchi e giardini. Università di Padova.
- Corso di Laurea in Verde Ornamentale e tutela del paesaggio. Università di Bologna.
- Corso di Laurea in Gestione tecnica del paesaggio. Università di Perugia.
- Corso di Laurea in Progettazione gestione di aree verdi, parchi e giardini. Università di Catania.

Mentre i corsi di laurea specialistiche vennero istituiti presso la Facoltà di Agraria di Pisa (Progettazione e pianificazione delle aree verdi e del paesaggio), Bologna (Progettazione e gestione degli ecosistemi agro territoriali, forestali e del paesaggio) e Torino (Progettazione di giardini, parchi e paesaggio).
Secondo la legge 10 febbraio 1992 n. 152, che definisce le competenze del dottore agronomo e forestale, le competenze specialistiche del paesaggista sono:
- gli studi di assetto territoriale ed i piani zonali, urbanistici e paesaggistici; la programmazione, per quanto attiene alle componenti agricolo-forestali ed ai rapporti città-campagna; i piani di sviluppo di settore e la redazione nei piani regolatori di specifici studi per la classificazione del territorio rurale, agricolo e forestale;
- lo studio, la progettazione, la direzione, la sorveglianza, la misura, la stima, la contabilità ed il collaudo di lavori inerenti alla pianificazione territoriale ed ai piani ecologici per la tutela dell'ambiente; la valutazione di impatto ambientale e il successivo monitoraggio per quanto attiene agli effetti sulla flora e la fauna; i piani paesaggistici e ambientali per lo sviluppo degli ambiti naturali, urbani ed extraurbani; i piani ecologici e i rilevamenti del patrimonio agricolo e forestale;
- la progettazione, la direzione, la sorveglianza, la liquidazione, la misura, la contabilità ed il collaudo di lavori relativi al verde pubblico, anche sportivo, e privato, ai parchi naturali urbani ed extraurbani, nonché ai giardini e alle opere a verde in generale;
- il recupero paesaggistico e naturalistico; la conservazione di territori rurali, agricoli e forestali; il recupero di cave e discariche nonché di ambienti naturali.

Agronomi paesaggisti di fama internazionale sono:
- Gilles Clément, teorizzatore del giardino planetario, del giardino in movimento e del concetto di terzo paesaggio;
- Gonçalo Ribeiro Telles, vincitore del Premio IFLA Sir Geoffrey Jellicoe 2013.